# N.P. Ringström AB

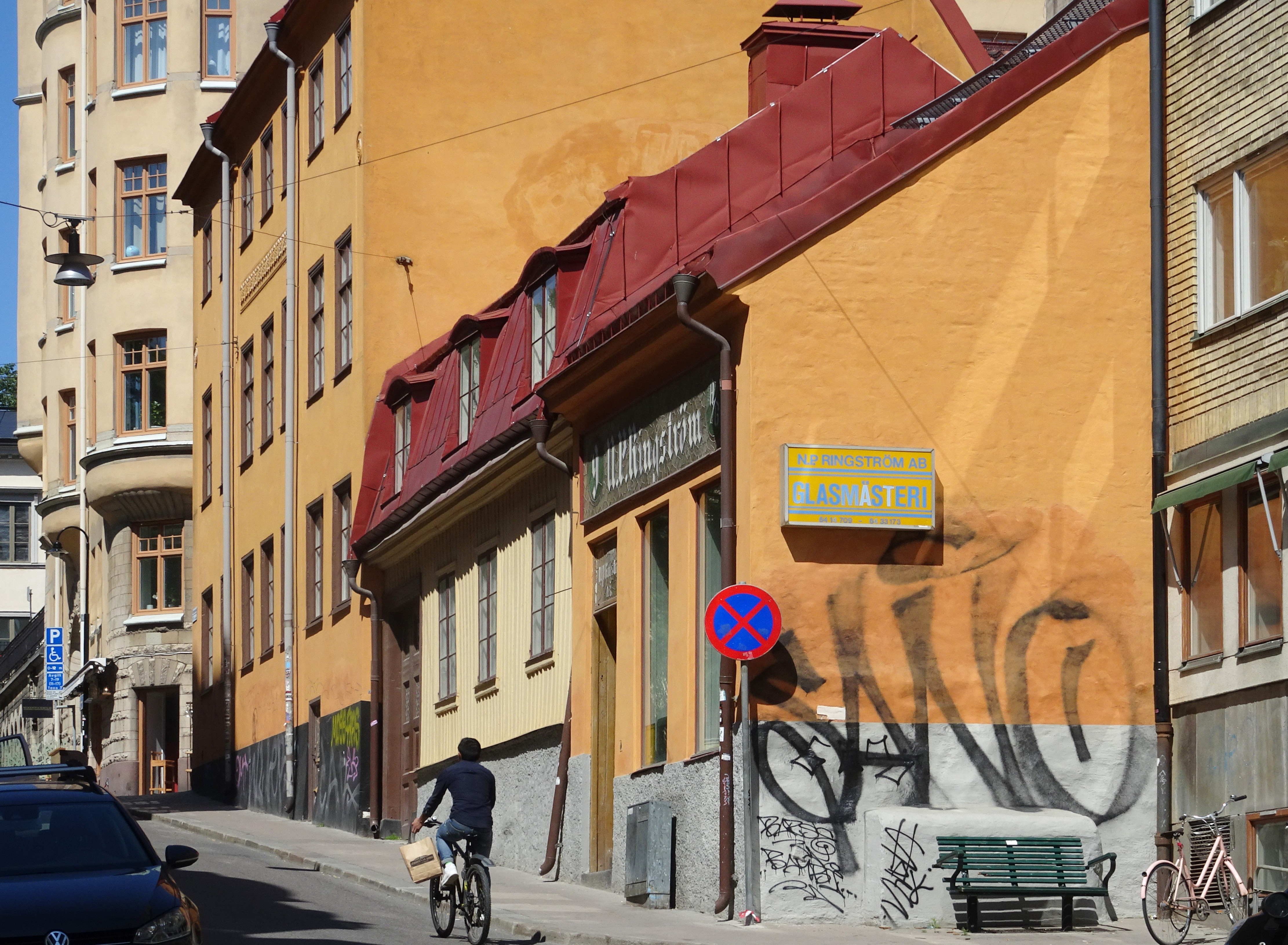
Fastigheten Häckelfjäll med Ringströms butik och verkstad vid Östgötagatan 9.

N.P. Ringström, NPR, är ett glasmästeri och Sveriges äldsta glasmålerifirma, belägen på Östgötagatan, på Södermalm, i Stockholm. Företaget grundades 1886 av Nils Petter Ringström och sedan 1903–04 bedrivs verksamheten på den plats där firman fortfarande finns och numer drivs företaget av familjens fjärde, femte och sjätte generation. 
Glasmästeriet inryms i egna lokaler om cirka 500 kvadratmeter i kvarteret Häckelfjäll i hörnet Svartensgatan / Östgötagatan i omedelbar närhet till Mosebacke torg. Byggnaderna härstammar från början av 1700-talet och är blåmärkta av Stadsmuseet i Stockholm, vilket innebär att de utgör ”synnerligen höga kulturhistoriska värden”. Företaget har blivit känt för glasmålning, blästringar samt nytillverkning och reparationer av blyinfattningar. 
Ringströms specialitet är blyinfattade fönsterglas, som man började med 1902. Företaget har arbetat med cirka 900 kyrkorum i Skandinavien, däribland Visby domkyrka, Skara domkyrka och renovering av fönster till Katarina kyrka efter branden 1990. Företaget räknar sitt förråd av färgat fönsterglas till Sveriges största, med bland annat antikglas i cirka 500 färgnyanser, katedralglas i 40 färgnyanser samt munblåst och/eller färgat fönsterglas. Glaslagret sträcker sig från bottenvåningen och fyra våningar upp i huset.